# Jens Veggerby
Jens Veggerby, född den 20 oktober 1962 i Köpenhamn, är en dansk före detta tävlingscyklist som hade störst framgångar inom bancykling, där han blev världsmästare i stayer 1993 och trefaldig europamästare i madison, samt vann tretton sexdagarslopp (fem av dem i par med Jimmi Madsen).

## Meriter

### Landsväg
| 1980 3:a i lagtempo för juniorer vid Världsmästerskapen i landsvägscykling 1984 7:a i Tre Valli Varesine 1985 3:a i Giro di Toscana 4:a i Milano–Vignola | 1986 3:a i Giro dell'Appennino 1988 4:a i Rund um den Henninger Turm 1989 Vinnare av etapp 2 i Tour de Romandie |

### Bana
| 1992 2:a i stayer 1993 Världsmästare i stayer | 1990/1991 Europamästare i madison med Pierangelo Bincoletto 2:a i omnium 1996 Europamästare i madison med Jimmi Madsen 1997 Europamästare i madison med Jimmi Madsen |

#### Sexdagarslopp
Veggerbys segrar i sexdagarslopp listas nedan:
| 1989/1990 Köpenhamn med Danny Clark 1990/1991 Köpenhamn med Danny Clark 1991/1992 Antwerpen med Stan Tourné 1992/1993 Köpenhamn med Danny Clark Gent med Etienne De Wilde 1993/1994 Antwerpen med Etienne De Wilde Stuttgart med Etienne De Wilde | 1995/1996 Stuttgart med Jimmi Madsen Herning med Jimmi Madsen 1996/1997 Köpenhamn med Jimmi Madsen Berlin med Olaf Ludwig 1997/1998 Herning med Jimmi Madsen Bremen med Jimmi Madsen |